# عبدالعزیز صنقور
عبدالعزیز صنقور (انگلیسی: Abdelaziz Sanqour؛ زاده ۷ مه ۱۹۸۹) یک بازیکن فوتبال اهل امارات متحده عربی است.